# Teropha
Teropha is een geslacht van kevers uit de familie van de loopkevers (Carabidae). De wetenschappelijke naam van het geslacht is voor het eerst geldig gepubliceerd in 1867 door Castelnau.

## Soorten
Het geslacht Teropha omvat de volgende soorten:
- Teropha besti (Sloane, 1902)
- Teropha sturtii (White, 1859)